# Jonas Sjöstedt
Jonas Sjöstedt (né le 25 décembre 1964 à Göteborg) est un homme politique suédois, président entre 2012 et 2020 du Parti de gauche.

## Biographie
Ferronnier de profession, Sjöstedt commence sa carrière militante comme leader syndical au début des années 1990 dans l'usine Volvo d'Umeå. Opposé à l'entrée de son pays dans l'Union européenne, il devient député européen lors des premières élections européennes organisées en Suède en 1995 pour le compte du Parti de gauche. Réélu en 1999 et 2004 il quitte le Parlement européen en septembre 2006.
Entre 2006 et 2010, Sjöstedt vit à New York, où il est membre du SPUSA, et période durant laquelle il travaille pour des publications suédoises de gauche, ainsi que des radios.
En 2010, il fait son retour en politique, en se faisant élire au Riksdag, lors des élections générales, dans la province de Västerbotten. En 2012, il est élu à la présidence de son parti, à la suite de la démission de Lars Ohly.